# Kathala axillaris
Kathala axillaris és una espècie de peix de la família dels esciènids i de l'ordre dels perciformes.

## Morfologia
- Els mascles poden assolir 27 cm de longitud total.[4][5]

## Hàbitat
És un peix marí, de clima tropical i bentopelàgic.

## Distribució geogràfica
Es troba a l'oceà Índic: el Pakistan, l'Índia i Sri Lanka.

## Observacions
És inofensiu per als humans.